# Homel
Homel (biał. Гомель, Homiel; ros. Гомель, Gomiel) – miasto obwodowe położone w południowo-wschodniej Białorusi, nad rzeką Soż, stolica obwodu i rejonu homelskiego. Drugie pod względem liczby ludności miasto kraju.
Liczba mieszkańców: 510,3 tys. (2020)

## Historia

### Średniowiecze
Na prawym brzegu rzeki Soż w epoce żelaza funkcjonowało gród, na którego miejscu w X–XI w. wybudowano kolejny gród obronny, który należał do Rusi Kijowskiej. W XII wieku gród leżał w granicach księstwa czernihowskiego. Homel był przedmiotem sporów między okolicznymi książętami, przechodził kolejno w ręce książąt smoleńskich, czernihowskich i siewierskich. W XIII był atakowany przez Mongołów.

### W granicach Wielkiego Księstwa Litewskiego

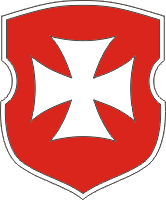
Historyczny herb Homla

W 1335 zdobyty przez księcia Olgierda i włączony do Wielkiego Księstwa Litewskiego, po czym wybudowano tu drewniany zamek. W latach 1406–1419 Homel był zarządzany przez urzędników litewskich, po czym do 1435 należał do księcia Świdrygiełły. Król Polski Kazimierz Jagiellończyk podarował gród ruskiemu księciu Siemionowi Możajskiemu, który w 1500 r. zdradził Rzeczpospolitą i przyłączył Homel do Księstwa Moskiewskiego. W dniu 16 lipca 1535 r. Homel został odzyskany dla Rzeczypospolitej przez hetmanów Jerzego Radziwiłła i Jana Amora Tarnowskiego. W tym samym roku Homel został siedzibą starostwa. W 1560 r. Homlowi nadano herb. Od 1566 roku w granicach województwa mińskiego. W czasie wojen z Kozakami i Moskwą wielokrotnie zdobywany i odbijany. Podczas powstania Chmielnickiego w czerwcu 1651 homelski zamek został obroniony przed szturmami kozackimi. Oblężenie miasta rozpoczęło się w niedzielę 3 czerwca. Wzięło w nim udział 7–8 tys. Kozaków. Pierwszy atak nastąpił w nocy z 4 na 5 czerwca, a Kozakom udało się nawet wedrzeć na umocnienia i chwilowo opanować jedną z kwater. Jednakże załoga, pozostawiona przez miejscowego starostę, chorążego nadwornego litewskiego Zygmunta Adama Słuszkę, wzmocniona przez posiłki przysłane przez hetmana polnego (dowodził nią kapitan piechoty niemieckiej Hugon Montgomery), zdołała po zaciętych, dramatycznych walkach odeprzeć zarówno ten szturm, jak i kolejny, w nocy z 6 na 7 czerwca. Dowódcą jednostek wysłanych na odsiecz miastu przez Janusza Radziwłła został porucznik chorągwi husarskiej hetmana polnego, starosta mozyrski Maciej Frąckiewicz Radzimiński, który stacjonował w Bobrujsku. Na samą wiadomość o wysłaniu odsieczy Kozacy przerwali oblężenie i już 9 czerwca odeszli na południe.
Na mocy rozejmu andruszowskiego z roku 1667 Homel pozostał w granicach Rzeczypospolitej. W 1670 r. Homel otrzymał prawo miejskie magdeburskie. Starostwo homelskie było duże i zamożne; w XVII oraz XVIII wieku dzierżawione przez Sapiehów i Czartoryskich.
Miasto królewskie położone było w końcu XVIII wieku w starostwie niegrodowym homelskim w powiecie rzeczyckim województwa mińskiego.

### W zaborze rosyjskim

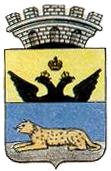
Herb Homla podczas zaboru rosyjskiego

Pomnik księcia Józefa Poniatowskiego w Homlu

Po I rozbiorze Polski w 1772 r. Homel został przyłączony do Rosji jako miasto powiatowe guberni białoruskiej. Caryca Katarzyna II podarowała te dobra rosyjskiemu feldmarszałkowi Piotrowi Rumiancewowi, który w latach 1777–1796 wzniósł pałac. Od 1802 r. Homel administracyjnie przynależał do guberni mohylewskiej. W latach 1818–1822 wybudowano katolicki kościół Wniebowzięcia Najświętszej Marii Panny. W 1835 r. dobra homelskie przeszły w ręce Iwana Paskiewicza, w rękach tej rodziny były do 1917 r. W latach 1842–1922 przy pałacu stał przewieziony z Warszawy pomnik księcia Józefa Poniatowskiego, zwrócony później Polsce. W XIX wieku Homel rozwinął się z prowincjonalnego miasteczka do drugiego pod względem wielkości miasta guberni. Według danych z carskiego spisu powszechnego z 1897 r. Homel zamieszkiwało tylko o kilka tysięcy mniej mieszkańców niż stolicę guberni Mohylew. Od 1897 do 1913 r. populacja miasta się potroiła. Homel był wówczas znaczącym ośrodkiem przemysłowym i liczył 104 500 mieszkańców.

### Okres radziecki

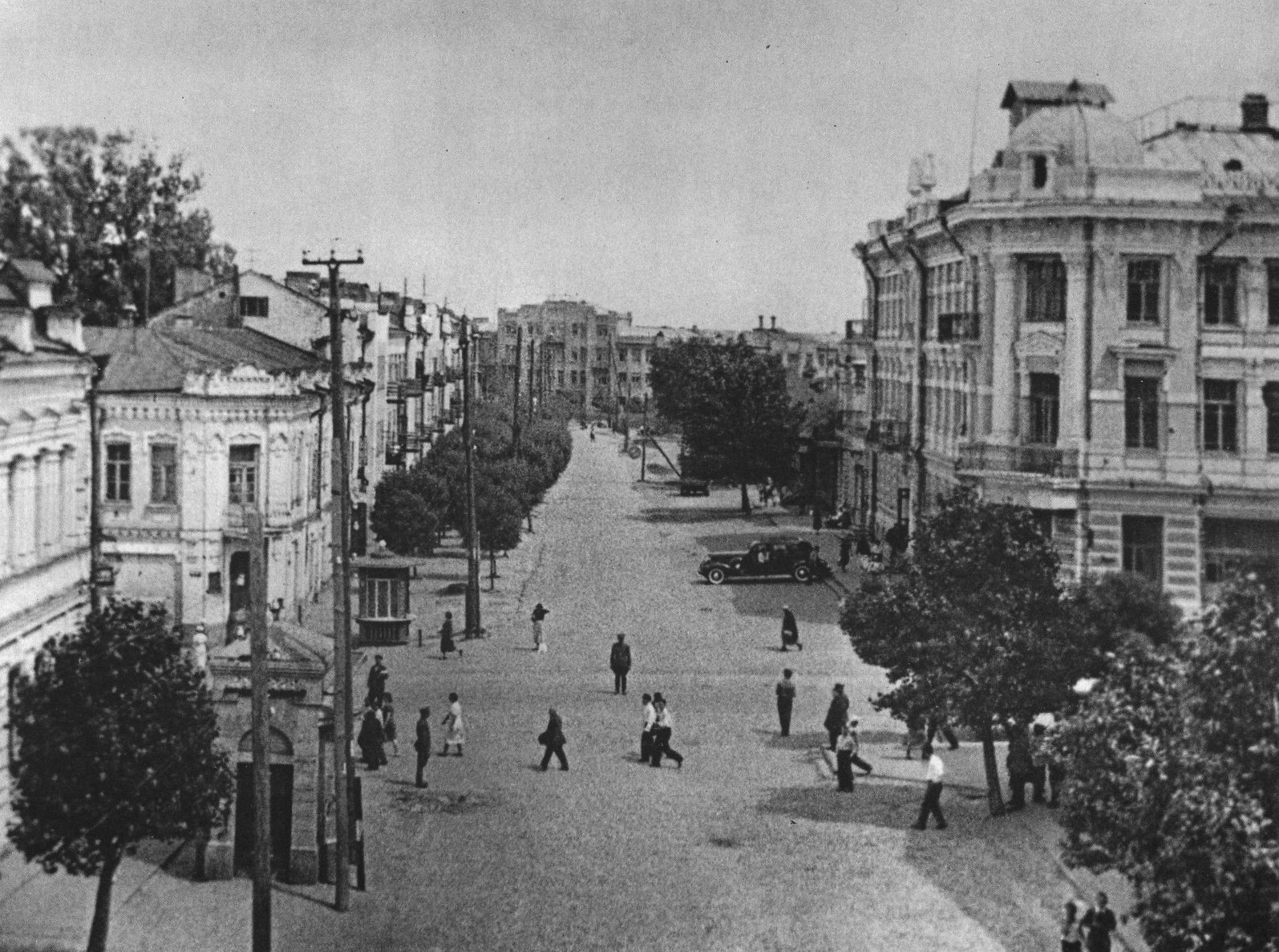
Homel w 1939 roku

W styczniu 1919 Homel został zajęty przez bolszewików. W mieście wybuchł bunt, który został stłumiony przez nowe władze radzieckie. W czerwcu 1919 miasto zostało stolicą guberni homelskiej. Od 1926 r. część radzieckiej Białorusi. W dwudziestoleciu międzywojennym bolszewicy zamknęli świątynie katolickie i prawosławne, a niektóre z nich z czasem zniszczyli, jak np. kościół Wniebowzięcia Najświętszej Marii Panny czy cerkiew Św. Trójcy. Pobliski Las Szczakatowski jest cmentarzyskiem kilku tysięcy ofiar wielkiego terroru. W 1941 r. ok. 30% mieszkańców stanowili Żydzi, z których większość opuściła miasto lub została zamordowana. Od sierpnia 1941 do listopada 1943 miasto znajdowało się pod okupacją Niemiec.
Podczas okupacji hitlerowskiej, we wrześniu 1941 roku Niemcy utworzyli getto dla żydowskich mieszkańców. Przebywało w nim około 4000 osób. 4 listopada 1941 roku Niemcy zlikwidowali getto, a Żydów zamordowali w pobliżu wsi Leszczyniec oraz w Kabanówce.
Po II wojnie światowej zniszczone miasto odbudowano w stylu socrealizmu. W maju 1962 uruchomiona została komunikacja trolejbusowa. W 1968 roku otwarty został port lotniczy, a rok później lokalny Instytut Pedagogiczny został przekształcony w Homelski Uniwersytet Państwowy. Obszar silnie skażony po katastrofie czarnobylskiej w 1986 roku. W 1989 r. władze zwróciły prawosławnym wiernym sobór Świętych Piotra i Pawła, a w 1990 r. katolicy otrzymali budynek dawnej cerkwi Narodzenia Bogurodzicy.

### W granicach Białorusi

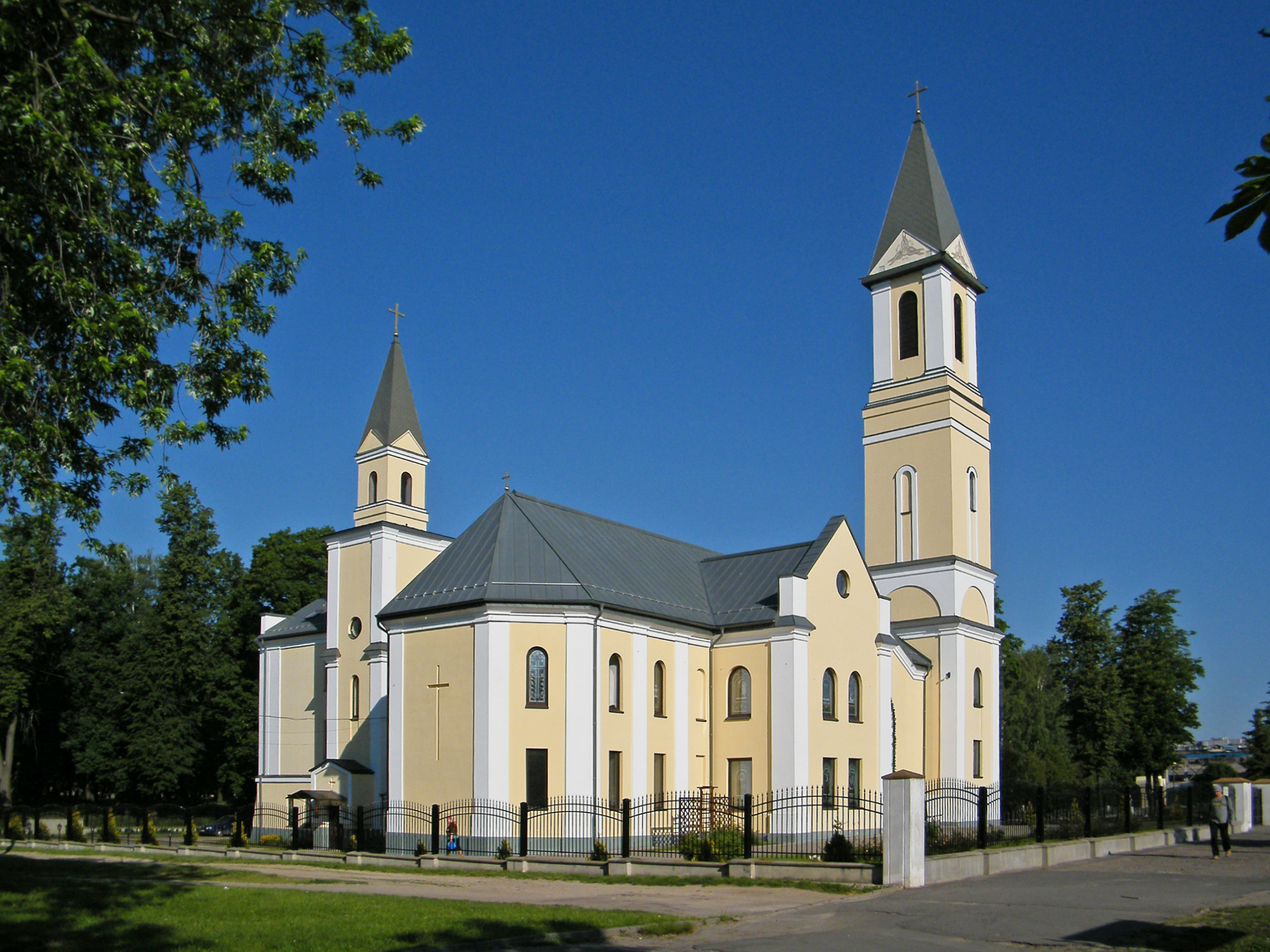
Kościół Narodzenia Najświętszej Marii Panny

Od 1991 r. Homel stanowi część niepodległej Białorusi. W 1994 r. w Homlu założono prawosławny klasztor męski. W 2000 r. kardynał Kazimierz Świątek konsekrował wyremontowany kościół Narodzenia Najświętszej Marii Panny. W 2004 roku oddano do użytku Stadion Centralny. W Homlu pracują siostry benedyktynki samarytanki, które od 2011 r. prowadzą tu Wioskę Dziecięcą dla dzieci niepełnosprawnych, a od 2021 r. Centrum Edukacyjno-Terapetyczne dla dzieci z terenu miasta.

## Ludność
Według spisu białoruskiego:
- Białorusini 76,7%
- Rosjanie 16,9%
- Ukraińcy 5,1%
- Polacy ok. 1%

## Zabytki

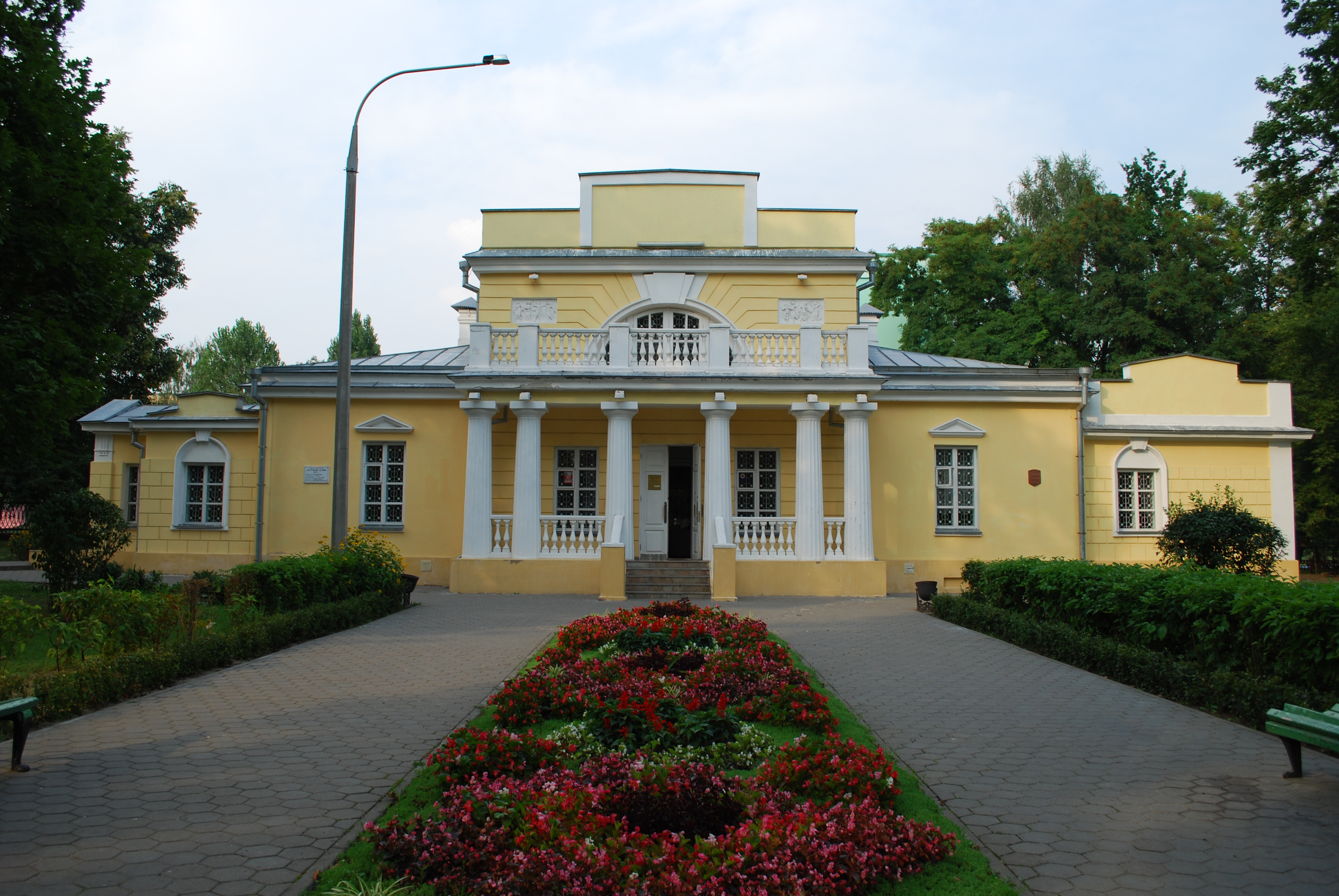
Domek myśliwski w Homlu

- Pałac Paskiewiczów to dawny pałac Rumiancewów wybudowany w miejscu drewnianego zamku, w latach 1777–1796, w stylu klasycystycznym. Był wielokrotnie rozbudowywany i przebudowywany przez Paskiewiczów. W latach 1919–1920 przebudowała go władza radziecka mieszcząc w nim muzeum krajoznawczo-przyrodnicze. Zniszczony i spalony w latach 1941–1943 został odbudowany w roku 1969. Obecnie w pałacu znajduje się pałac młodzieży i muzeum. W latach 1842–1922 przed pałacem stał wywieziony z Warszawy pomnik księcia Józefa Poniatowskiego, zwrócony Polsce.
- Park krajobrazowy wokół pałacu, z końca XVIII w. o pow. 25 ha, wzdłuż rzeki Soż, jeden z lepiej zachowanych na Białorusi.
- sobór Świętych Piotra i Pawła (1809–1824) – fundacji Rumiancewa. Zamknięty w latach 1935–1941, było w nim muzeum historyczne. W latach 1960–1988 planetarium. Wyremontowany w latach 1988–1989 przekazany wiernym w roku 1989.
- Kaplica grobowa Paskiewiczów (wyb. 1870–1889) w pobliżu soboru nad rzeką.
- Pałac letni Rumiancewów – klasycystyczny (wyb. w 1799–1819), przebudowywany. W 1880 r. umieszczono w nim seminarium prawosławne, obecnie warsztaty międzyszkolne.
- Domek myśliwski w Homlu, zwany też dworem Kruszewskich – dworek wzniesiony w 1820 w stylu empire
- Cerkiew prawosławna św. Mikołaja z 1805 r. klasycystyczna, dwukrotnie przebudowywana.
- Cerkiew św. Eliasza w Homlu – cerkiew staroobrzędowców, drewniana z końca XVIII w. na brzegu rzeki Soż. Zamknięta w 1850 r., oddana w 1852 jedinowiercom (nawróconym na prawosławie staroobrzędowcom), obecnie cerkiew staroobrzędowa.
- Cmentarz Bielicki
- Dwór Bogusławskich – wzniesiony w 1849 roku, odbudowany w 1994[8]
- Gmach Banku Wileńskiego
- Gmach Gimnazjum Męskiego – wzniesiony w 1898 roku
- Dom Lekarza – willa wzniesiona w 1903 roku[9]
- Teatr Dramatyczny – wzniesiony w 1956 roku
- Synagoga Rumiancewa – obecnie nie istnieje.

## Klimat
W 2010 roku został pobity rekord ciepła dla tego miasta: +38,9 °C.

## Gospodarka
W mieście rozwinął się przemysł maszynowy, metalowy, elektrotechniczny, chemiczny, stoczniowy, odzieżowy, obuwniczy, drzewny, szklarski oraz spożywczy.
W mieście znajduje się stacja kolejowa Homel.

## Oświata i nauka
Uczelnie:

Homelski Uniwersytet Państwowy im. Franciszka Skaryny

- Homelski Uniwersytet Państwowy im. Franciszka Skaryny
- Homelski Państwowy Uniwersytet Medyczny

## Sport
- FK Homel – klub piłkarski
- HK Homel – klub hokejowy

## Postacie związane z miastem
- Oskar Bielawski – polski psychiatra, twórca psychiatrii reformowanej, jeden z czołowych polskich eugeników
- Marek Edelman – polski działacz polityczny i społeczny
- Iryna Jatczanka – białoruska dyskobolka
- Michel Kikoïne – białoruski malarz pochodzenia żydowskiego tworzący we Francji
- Siarhiej Sidorski – białoruski były premier
- Henryk Szletyński (właściwie Henryk Homel) – polski aktor i reżyser filmowy i teatralny, pedagog,
- Lew Sznirelman – rosyjski matematyk
- rodzice Kirka Douglasa – aktora amerykańskiego, byli emigrantami z Homla
- rodzice Marii Szarapowej – rosyjskiej tenisistki, byli emigranci z Homla
- Lejzorek Rojtszwaniec – postać literacka, tytułowy bohater powieści Ilji Erenburga
- Alaksandr Iwanou – muzyk i wokalista rockowy, reprezentant Białorusi w 61. Konkursie Piosenki Eurowizji w 2016 roku.

## Miasta partnerskie
- Czernihów, Ukraina
- Donieck, Ukraina
- Sudbury, Kanada

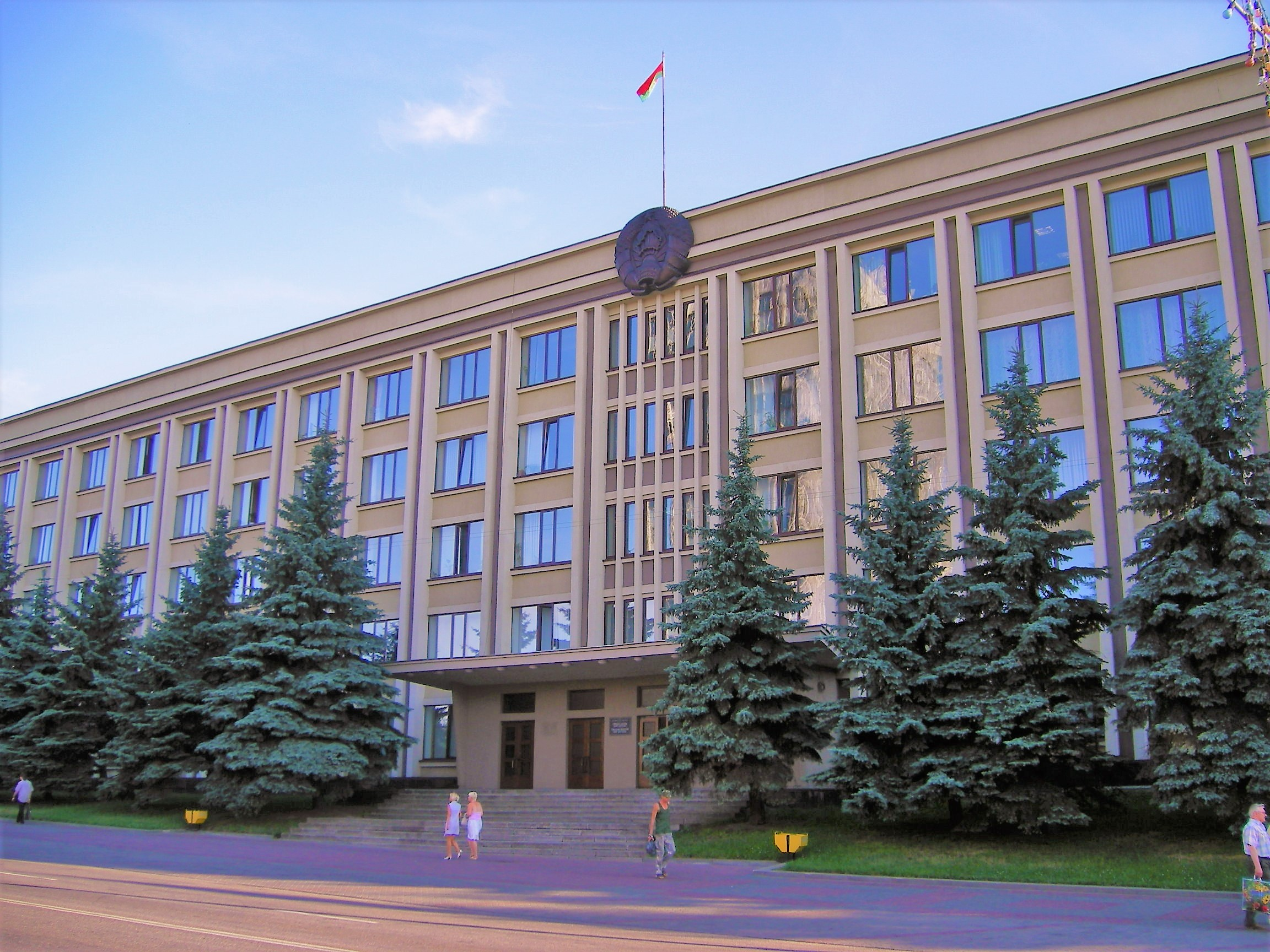
Budynek administracji obwodu

- Clermont-Ferrand, Francja
- Czeskie Budziejowice, Czechy
- Aberdeen, Wielka Brytania
- Lipawa, Łotwa
- Sari, Iran
- Briańsk, Rosja